# Генри (округ, Миссури)
Округ Генри (англ. Henry County) — округ штата Миссури, США. Население округа на 2009 год составляло 22 176 человек. Административный центр округа — город Клинтон.

## История
Округ Генри основан в 1834 году.

## География
Округ занимает площадь 1818.2 км2.

## Демография
Согласно оценке Бюро переписи населения США, в округе Генри в 2009 году проживало 22 176 человек. Плотность населения составляла 12.2 человек на квадратный километр.